# R3 (empresa)
R3 (empresa), es una iniciativa especializada en tecnología de Cadena de bloques.  Fue fundada en 2014. Su sede se encuentra en Nueva York. Coopera con una gran cantidad de instituciones financieras para desarrollar cuestiones sobre cadena de bloques.····